# The Great Cold Distance
The Great Cold Distance – siódmy studyjny album szwedzkiej grupy doommetalowej Katatonia. Album utrzymany jest w dość mrocznej i zimnej aurze, gdzie usłyszeć można ostre gitarowe riffy ("Consternation", "July") oraz bardziej klimatyczne, balladowe brzmienie ("In The White"). Na płycie nagranych zostało 12 utworów.

## Lista utworów
1. "Leaders" – 4:20
2. "Deliberation" – 3:59
3. "Soil's Song" – 4:12
4. "My Twin" – 3:41
5. "Consternation" – 3:50
6. "Follower" – 4:45
7. "Rusted" – 4:21
8. "Increase" – 4:20
9. "July" – 4:45
10. "In The White" – 4:53
11. "The Itch" – 4:20
12. "Journey Through Pressure" – 4:20

## Twórcy
- Jonas Renkse – wokal
- Anders Nyström – gitara elektryczna
- Fredrik Norrman – gitara elektryczna
- Mattias Norrman – gitara basowa
- Daniel Liljekvist – perkusja

## Listy sprzedaży
| Lista  | Kraj      | Pozycja |
| ------ | --------- | ------- |
| Top 50 | Finlandia | 8       |
| Top 60 | Szwecja   | 42      |